# Site néolithique de Vráble
Le site néolithique de Vráble se trouve au lieu-dit Vélke Lehemby, à l’entrée sud de la petite ville de Vráble, en Slovaquie. Occupé pendant environ 300 ans, de 5250 à 4950 av. J.-C., il appartient à la culture rubanée et est lié au groupe culturel de Želiezovce (en).

## Le site
Le site néolithique de Vráble se trouve dans la vallée de la Žitava (sk), une région bien étudiée depuis des décennies. Recouvert par un demi-mètre de sédiments, il n’a été découvert que tardivement (en 2010), à l’occasion de tests de méthodes géophysiques pour l’étude du site voisin de Fidvár, un gros bourg de l’Âge du bronze. Cette épaisse couche de sédiments a toutefois eu pour avantage d’assurer une bonne préservation du site, le mettant à l’abri des socs de charrue lors des labours. Son étude a été menée à partir de 2012 par l’Académie des sciences de Nitra, en coopération avec l’Institut de préhistoire de l’université Christian-Albrecht de Kiel.

## Description
Le site est constitué de trois villages directement avoisinants et couvrant chacun une surface de 15 hectares. Un seul des trois a fini par être entouré d’un fossé et d’une palissade en bois d’une longueur dépassant le kilomètre, vers 5070 av. J.-C. Au cours des 300 ans d’occupation de ces villages, 313 maisons ont été construites pour une durée d’utilisation d’environ 30 à 40 ans avant qu’une autre soit construite juste à côté. On estime que vers 5100 av. J.-C., 69 de ces maisons étaient utilisées et offraient de la place pour 590 habitants, un chiffre considérable pour cette époque,.

## Inhumation
À l’époque du rubané, la pratique funéraire la plus courante est l’inhumation en position latérale, jambes repliées et mains devant la tête, avec quelques outils en pierre, récipients en céramique et bijoux. À Vráble, ce n’était le cas qu’au début car la pratique a changé au fil des ans dans le contexte de différenciation régionale qui a touché cette culture, qui s’étendait sur une grande partie de l’Europe centrale. De nombreux squelettes ont été trouvés, généralement près des accès menant aux villages. La position différait, les personnes pouvant être inhumées sur le dos, fréquemment à deux, mais sans autres objets. Bien souvent, la tête avait été coupée et manquait. On peut toutefois noter la présence de pendentifs en spondyle pied-d'âne, un coquillage originaire de la Méditerranée ou de la mer Noire très apprécié pour les ornements dans l’Europe du VIe millénaire av. J.-C..
Un charnier regroupant 37 individus, dont la tête, les mains et les pieds avaient été coupés, a été découvert à l’été 2022. Ceux-ci n’ont toutefois pas tous été déposés au même moment.